# Природни резерват Татарски вис
Природни резерват Татарски вис је локалитет у режиму заштите I степена, површине 34,02ha. Вис је непрекидни високи планински гребен који повезује Шомрдански камен, Татарски вис, Војину чуку и Јаничарски вис и развође је два слива у НП Ђердап.
Татарски вис карактерише природна шумска вегетација условљена врстом геолошке подлоге, која је претежно силикатна, али се местимично јављају и кречњачке и гранитне жице. У деловима резервата где се јављају кристаласти шкриљци развијена је дводоминатна шума китњака са грабом, а на кречњачким деловима јављају се шуме планинске букве са липом (Tilia sp.), орахом (Junglas regia) и другим врстама. На простору резервата заступљене су и реликтне осиромашене шуме букве са орахом.